# Hausz as-Sultan
Hausz as-Sultan – wieś w Syrii, w muhafazie Damaszek. W 2004 roku liczyła 477 mieszkańców.